# David Júnior Lopes
David Júnior Lopes (Maringá, 19 de Julho de 1982) é um ex-futebolista brasileiro que atuava como zagueiro. 

## Carreira
David Júnior Lopes começou sua carreira nas categorias de base do ADAP Galo Maringá e também do Atlético Paranaense. Fez sua estréia no profissional em 2002. No meio da temporada foi contratado pelo time B do Porto de Portugal.
Depois de dois anos em Portugal, David retornou ao Brasil assinando com o Iraty. Depois de mais uma temporada no Brasil, retornou a Europa, assinando contrato com o NK Osijek da Croácia.
Em 2008 foi para o Terek Grozny da Rússia, participando de 14 de partidas.
Em 2009 foi para a Espanha, para disputar a segunda divisão pelo Córdoba CF. Fez sua estréia contra o Villarreal CF B marcando um gol. No fim da temporada ele deixou o clube e assinou com o Universitatea Craiova da Roménia.
Depois de uma temporada na Romênia assinou com o Chivas USA, time que disputa a Major League Soccer, principal liga de futebol dos Estados Unidos. Em 10 de Abril de 2012 foi trocado para o Los Angeles Galaxy.
Foi dispensado no fim da temporada 2012 da MLS.

## Títulos
Iraty
- Campeonato do Interior Paranaense: 2005

Atlético-PR
- Campeonato Brasileiro: 2001
- Campeonato Paranaense: 2000, 2001, 2002*
- Copa Paraná: 2003
- Copa Sesquicentenário do Paraná: 2003

Los Angeles Galaxy
- MLS Cup: 2012

* Supercampeonato Paranaense